# Solanum seretii
Solanum seretii är en potatisväxtart som beskrevs av De Wild. Solanum seretii ingår i släktet skattor som ingår i familjen potatisväxter. Inga underarter finns listade i Catalogue of Life.